# Jordskott
Jordskott è una serie televisiva svedese creata da Henrik Björn. È stata trasmessa dal 16 febbraio 2015 al 3 dicembre 2017 sul canale SVT1.
In Italia, la prima stagione è distribuita sul servizio on demand TIMvision dal 14 luglio 2015. La seconda stagione è stata pubblicata il 25 agosto 2022 su Serially.

## Trama
L'ispettore di polizia Eva Thörnblad ritorna al villaggio di Silverhöjd, sette anni dopo che sua figlia Josephine è scomparsa accanto a un lago nella foresta. Il corpo di Josephine non è mai stato ritrovato e si presumeva che fosse annegata. Al ritorno di Eva, scompare un ragazzo e Eva inizia a cercare analogie tra questa scomparsa e quella di sua figlia. Allo stesso tempo, lei deve fare i conti con la morte e la successione del suo defunto padre, titolare della impresa di abbattimento e di trasformazione del legname, Thörnblad Cellulosa. Nel corso della serie, Eva scopre che la scomparsa dei bambini è inestricabilmente aggrovigliata con il conflitto tra chi vuole proteggere la foresta e la comunità che dipende da Thörnblad Cellulosa.

## Episodi
| Stagione         | Episodi | Prima TV Svezia | Pubblicazione Italia |
| ---------------- | ------- | --------------- | -------------------- |
| Prima stagione   | 10      | 2015            | 2015                 |
| Seconda stagione | 8       | 2017            | 2022                 |

## Produzione
La serie è stata girata nelle città di Sala e Ragunda nell'estate del 2014.
È stata confermata una seconda stagione trasmessa in Svezia dal 15 ottobre al 3 dicembre 2017.